# Mamãe Saiu de Férias (2025)
Mamãe Saiu de Férias é um futuro filme comédia brasileira com estreia prevista para 2025, estrelada por Dani Calabresa e Rafael Infante. O filme tem direção de Carolina Durão e é uma coprodução entre a Galeria Distribuidora, o grupo Telefilms, a Disney e a Glaz Entretenimento.

## Sinopse
Roberta (Dani Calabresa) está exausta de cuidar da casa e dos filhos sozinha. Para recuperar as energias, ela decide tirar merecidas férias e deixa seu marido, Fred (Rafael Infante), encarregado da casa e dos quatro filhos: João, Malu, Clarice e o pequeno Tom Tom. O que parecia ser apenas alguns dias de descanso se transforma numa verdadeira bagunça. Entre confusões hilárias, responsabilidades esquecidas e momentos tocantes, a família aprende lições sobre empatia, companheirismo e o verdadeiro valor de estar juntos.

## Elenco
| Ator/Atriz               | Personagem |
| ------------------------ | ---------- |
| Dani Calabresa           | Roberta    |
| Rafael Infante           | Fred       |
| Xande Valois             | João       |
| Isabella Alelaf          | Malu       |
| Lara Infante             | Clarice    |
| Caio Costa / Pedro Costa | Tom Tom    |
| Dan Ferreira             | Dante      |
| Babu Santana             | Matheus    |
| Lívia La Gatto           | Renata     |
| Macla Tenório            | Brenda     |
| Docy Moreira             | Beth       |
| Rodolfo Vaz              | Pontes     |
| Ana Regis                | Simone     |